# 松尾和博
松尾 和博（まつお かずひろ、1964年1月19日 - ）は、日本のギタリスト・作曲家・編曲家。

## 来歴
1980年代後半に久保こーじ率いる「13's Paradise」に参加。
1992年に小室哲哉が個人事務所を立ち上げる際に、小室に誘われて所属する。
小室プロデュースの1992年発売の小林勇人のアルバム「GAMBLE」にギタリストとして参加する。その後引き続き、多くの小室プロデュース作品に参加し、1999年のTM NETWORK再始動からは、ツアーメンバーとして参加している。
ザ・トロフィーズとしての活動の際には、「松尾バンナ」という変名を用いている。そのため愛称は『ばんちゃん』である。

## 参加ユニット
- 13's Paradise
- No!Galers
- tk-trap
- ザ・トロフィーズ

## 参加作品

### プロデュース
- 2017年 井上侑 「alone」（「Banna Matsuo」名義）

### 作曲
- 1997年 No! Galers「FROM HERE」「Timeless Cafe」「WHAT IS THE SONG "ONE NATION"」
- 1998年 tohko「is it too late?」
- 1999年 tohko 「Distance」
- 1999年 Ring 「MY TODAY, MY TOMORROW」「minamo」「DIARY」
- 2000年 鈴木あみ「EVIDENCE OF LOVE」（小室哲哉との共作曲）
- 2000年 KEIKO「over...」「HEART DRIVER」「It's up to you」
- 2000年 Zoie「Kusya Kusya」

### 編曲
- 1998年 tohko 「I'll be there」
- 1998年 Ring 「PRIVATE PARADISE」
- 1998年 華原朋美 「needs somebody's love」「あなたについて」「さがしもの」「winding road」「waiting for your smile」
- 1999年 tohko 「YESTERDAY'S DREAM」「TRUE DAYS」
- 1999年 未来玲可 「裸のココロ」
- 1999年 Ring 「a walk in the park (Mandarin Language Version)」「あの日、見えた空」「I'm proud (Mandarin Language Version)」
- 2001年 木根尚登 「ポニーテール」「GIRL FRIEND」「ホントの君 ウソの君」「不眠症ジョニー」
- 2001年 あさみ 「片思いはホットミルク」
- 2002年 松浦亜弥 「遠距離の恋愛」
- 2002年 EE JUMP 「さよならした日から」
- 2002年 木根尚登 「観覧車」「UNKNOWN TOWN ～見しらぬ街～」
- 2002年 平家みちよ 「夢の話」
- 2003年 椎名へきる 「feel for you, beat for me 」「Red」「Believe」
- 2003年 椎名へきる 「PROUD OF YOU」
- 2004年 叶明子 「listen to your heart (听你的心) / NEVER BE APART 等你抱着我」

### レコーディング
- 1992年 久保こーじ 「COZY」
- 1992年 ARAKAWA RAP BROTHERS「ARAKAWA魂」
- 1992年 小林勇人 「GAMBLE」
- 1992年 小室哲哉 「Hit Factory」
- 1993年 サウンドトラック「R-TYPE SPECIAL」
- 1995年 TRF 「dAnce to positive」
- 1995年 V.A. 「MARVEL SUPER MUSIC 3」
- 1995年 篠原涼子 「Lady Generation 〜淑女の世代〜」
- 1995年 小室哲哉・久保こーじ 「ひとりにしないで オリジナルサウンドトラック」
- 1995年 hitomi 「GO TO THE TOP」
- 1995年 TRF 「BRAND NEW TOMORROW」
- 1996年 globe 「globe」
- 1996年 華原朋美 「LOVE BRACE」
- 1996年 安室奈美恵 「SWEET 19 BLUES」
- 1996年 hitomi 「by myself」
- 1996年 dos 「chartered」
- 1996年 木根尚登 「REMEMBER ME?」
- 1997年 天方直実 「TEARS」
- 1997年 安室奈美恵 「Concentration 20」
- 1997年 globe 「FACES PLACES」
- 1997年 hitomi 「déjà-vu」
- 1997年 華原朋美 「storytelling」
- 1998年 天方直実 「ユメ」
- 1998年 globe 「Love again」
- 1998年 大賀埜々 「orange」
- 1998年 天方直実 「With Your Love」
- 1998年 tohko 「籐子」
- 1998年 華原朋美 「nine cubes」
- 1998年 globe 「Relation」
- 1998年 小室哲哉 「P.A.オリジナルサウンドトラック」
- 1999年 TRUE KiSS DESTiNATiON 「TRUE KiSS DESTiNATiON」
- 1999年 未来玲可 「海とあなたの物語たち」
- 1999年 grace 「RPG」
- 1999年 鈴木あみ 「SA」
- 1999年 globe 「FIRST REPRODUCTS」
- 1999年 tohko 「cure」
- 1999年 Ring 「TEEN'S RING」
- 1999年 Kiss Destination 「GRAVITY」
- 1999年 米村裕美「QUIET BLUE」
- 2000年 安室奈美恵 「GENIUS 2000」
- 2000年 鈴木あみ 「infinity eighteen vol.1」
- 2000年 鈴木あみ 「INFINITY EIGHTEEN Vol.2」
- 2000年 TM NETWORK 「MESSaGE」
- 2000年 ゆず 「トビラ」
- 2000年 安室奈美恵 「break the rules」
- 2001年 小室哲哉 「Blue Fantasy - Love & Chill Out」
- 2001年 globe 「outernet」
- 2001年 Kiss Destination 「AMARETTO」
- 2001年 CASCADE 「BUTTERFLY LIMITED EXPRESS」
- 2001年 木根尚登 「浮雲」
- 2001年 宇都宮隆 「LOVE-iCE」
- 2001年 木根尚登 「徒然」
- 2002年 松浦亜弥 「ファーストKISS」
- 2002年 songnation 「VARIOUS ARTISTS FEATURING songnation」
- 2002年 椎名へきる 「Sadistic Pink」
- 2002年 木根尚登 「RUNNING ON」
- 2003年 globe 「LEVEL 4」
- 2003年 島谷ひとみ 「GATE 〜scena III〜」
- 2004年 上戸彩 「贈る言葉」
- 2006年 上戸彩 「License」
- 2008年 堀江由衣 「Darling」
- 2009年 KOKIA 「KOKIA∞AKIKO 〜balance〜」
- 2010年 Purple Days 「SERENDIPITY」
- 2011年 a-nation's party「THX A LOT」
- 2014年 TM NETWORK 「DRESS2」
- 2014年 ケツメイシ 「KETSUNOPOLIS 9」
- 2014年 TM NETWORK 「QUIT30」
- 2015年 globe 「Remode 1」
- 2016年 globe 「Remode 2」
- 2020年 乃木坂46 「Route 246」
- 2022年 浜崎あゆみ 「MASK」
- 2023年 諸岡ケンジ 「秘密基地」
- 2023年 TM NETWORK 「DEVOTION」